# Каппадокийские греки
Каппадоки́йские гре́ки (греч. Έλληνες-Καππαδόκες, Ελληνοκαππαδόκες, Καππαδόκες; тур. Kapadokyalı Rumlar) — этнографическая группа греков, изначально проживавшая в исторической области Каппадокия в центральной Анатолии. Греки населяли эту территорию с античных времён и к V веку н. э. полностью ассимилировали негреческое индоевропейское население региона. С завоевания Анатолии сельджуками, а позже османскими турками, в среде каппадокийских греков начался период постепенной смены языка и религии, продолжавшийся несколько столетий. Оставшееся христианское население Каппадокии было вынуждено покинуть Турцию в 1923—1924 годах по условиям договора, заключённого между греческим и турецком правительствами и предусматривавшего насильственный греко-турецкий обмен населением. Потомки этих переселенцев сегодня проживают в Греции, а также в диаспоре.

## История

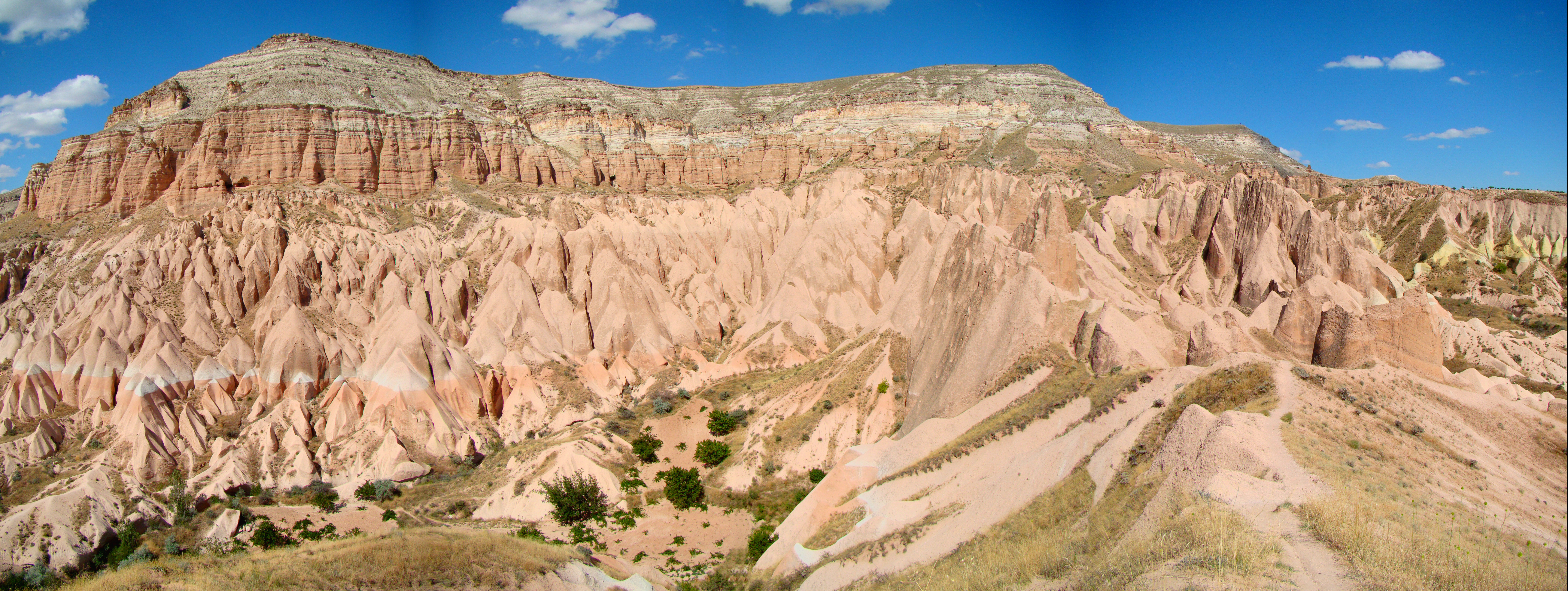
Гора Актепе на территории Национального парка Гёреме

### Ранние миграции
Древние персы именовали скалистые районы центральной Анатолии «Катпатука». Это название впоследствии было эллинизировано в «Каппадокию».
До появления греков в Малой Азии регион населял другой индоевропейский народ — хетты. Микенцы основали торговые поселения вдоль западного побережья Малой Азии около 1300 года до н. э., распространив здесь позже греческую культуру и язык. Заселение греками внутренней Анатолии относится к эпохе эллинизма, наступившей после завоевания полуострова Александром Македонским. Миграции привели к ассимиляции местного населения и доминированию греческого языка в регионе в течение следующих тысячи лет. В период Македонской империи и наследовавших ей Селевкидов в Каппадокии строились эллинистические города и создавалась гражданская и военная администрация (формально Каппадокия в IV веке до н. э. — I веке н. э. в границах бывшей одноимённой персидской сатрапии была самостоятельным царством, управлявшимся династией греко-персидского происхождения, однако находилась в вассальной зависимости от Селевкидов). Тем не менее, в отличие от остальных регионов Анатолии, греческое население Каппадокии оставалось в основном сельским. В I веке до н. э. Каппадокия подверглась разрушительному нападению армянского царя Тиграна II, переселившего значительную часть населения области в Месопотамию.

### Римский период
В 17 году н. э. последний царь Каппадокии Архелай Филопатор был свергнут в результате завоевания царства римским полководцем Тиберием и присоединения его к Римской империи. В римский период Каппадокия прославилась такими деятелями науки как философ Аполлоний Тианский и медик Аретей. Ещё в I веке н. э. регион считался оплотом христианского монашества; к поздней античности же почти вся Каппадокия была христианизирована. Именно здесь родились и прославились христианские деятели Василий Великий, Григорий Богослов и Григорий Нисский, впоследствии причисленные к лику святых и получившие известность как Великие каппадокийцы. Распространение христианства в Грузии и Армении также осуществилось благодаря просветительской деятельности уроженки Каппадокии Нины и крещёного в Каппадокии парфянина по происхождению Григория Просветителя.

### Византийский период

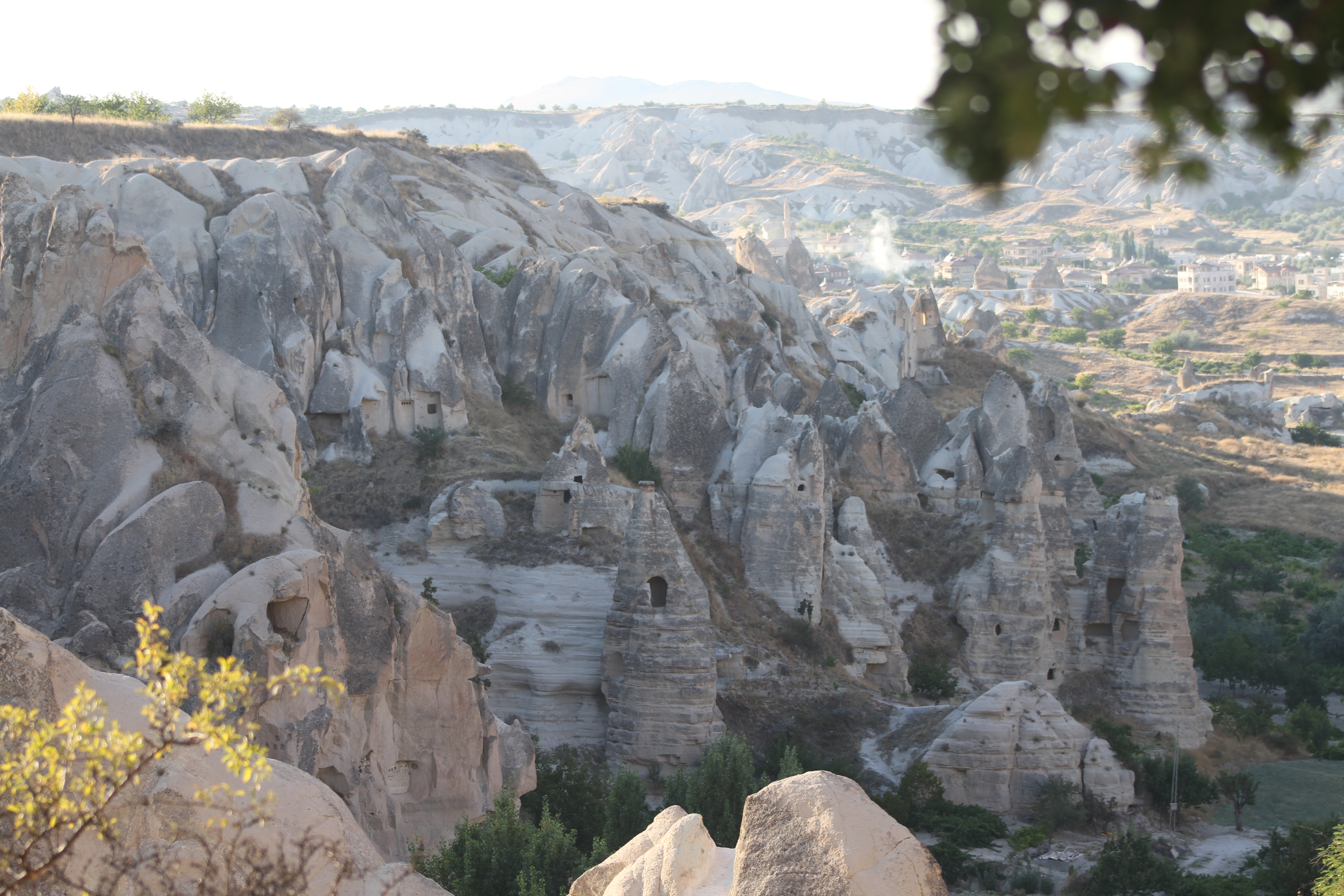
Пещерные церкви в Гёреме

Каппадокия стала важной административной единицей Византийской империи. Два каппадокийца — Маврикий и Ираклий I — стали византийскими императорами. Начиная с VII века Каппадокия превращается в военизированную буферную зону между Византией и Арабским халифатом, подарившую Византии ряд выдающихся полководцев. Именно в этот период в регионе зарождается культура пещерных и подземных поселений, глубиной до 80 метров, созданных и использовавшихся местным населением для защиты от захватчиков и карательных походов вплоть до начала XX века. В X веке византийцам удалось подчинить бывшие арабские владения к востоку от Каппадокии, в том числе Армению, вследствие чего в регионе были расселены группы армянского населения, что в свою очередь привело к этническим трениям с местными греками.

### Сельджукский и османский периоды
После битвы при Манцикерте значительная часть внутренней Анатолии попала под власть Сельджукидов. Воспользовавшись ослаблением Византии, представители свергнутых армянских княжеских родов отомстили за преследование греками армян, убив каппадокийского митрополита и подвергнув разорению дома богатых греков в Кесарии. Греческие феодалы нанесли ответный удар, убив одного из организаторов атаки, бывшего правителя Анийского царства Гагика II.
В сельджукский период некоторым каппадокийским грекам удалось дослужиться до высоких чинов. К ним относится Василий Иагуп, генерал армии Конийского султаната при Масуде II и уроженец Коньи Калоян, архитектор сивасской Гёк медресе.

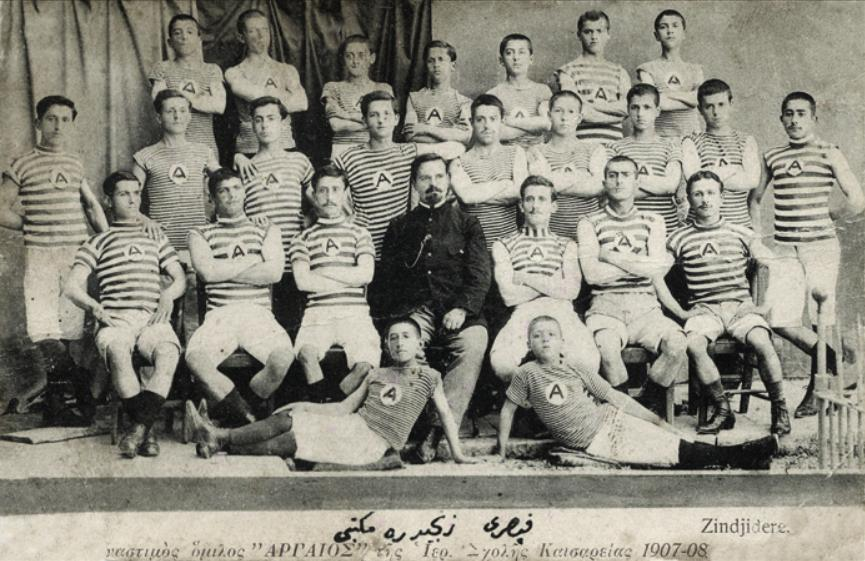
Спортивная команда «Аргеос» греческой семинарии Кесарии (1907)

В последующие века туркоманские и османские завоевания привели к значительным демографическим изменениям в Каппадокии вследствие не только расселения турок, но и массовой исламизации местного христианского (в первую очередь греческого) населения. К концу XVI века Каппадокия была уже преимущественно туркоязычным мусульманским регионом. В регионе Караман компактно проживали караманлиды — субэтническая группа каппадокийских греков, воспринявших турецкий язык в качестве родного, однако остававшихся православными христианами. Грекоязычное население же сохранилось к XX веку лишь в труднодоступных зонах Центрального Тавра, на стыке границ современных турецких илов Невшехир, Аксарай, Конья, Нигде и Кайсери.
К XIX веку в среде каппадокийских греков, благодаря торговым связям, образовалась купеческая элита, снабжавшая население Константинополя вином, вяленой рыбой и икрой. Дома зажиточных каппадокийцев поздней османской эпохи сохранились в Гюзельюрте. Согласно официальной османской статистике, на 1914 год в вилайете Конья из общего населения в 798,3 тысячи человек проживало более 25 тысяч человек греко-православного вероисповедания, половина из которых приходилась на Каппадокию.

### Современный период

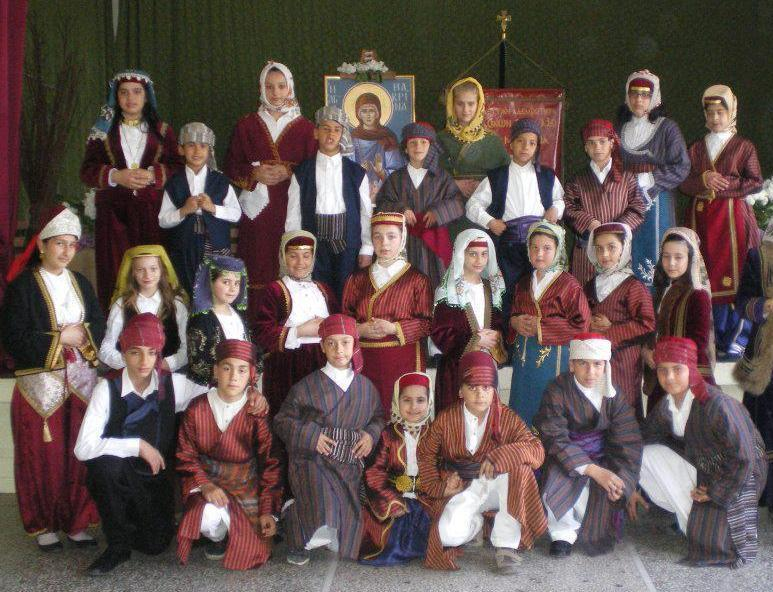
Дети в каппадокийских костюмах

Хотя Каппадокия не превратилась в театр активных военных действий в период Первой мировой войны, истребление христиан Османской империи коснулось и каппадокийских греков. В 1923—1924 годах, по условиям Лозаннской конвенции об обмене населением между Турцией и Грецией, греки Каппадокии были вынуждены оставить свои дома. Обмен населением происходил по религиозному признаку: таким образом, грекоязычное население Анатолии, перешедшее в ислам, оставалось на местах, в то время как православное население, в том числе туркоязычное, подлежало выселению. Выселяемым давался месяц на сборы, после чего они были эвакуированы в порт Мерсин, откуда на кораблях были доставлены в Грецию. При этом многие из них по вине коррумпированных чиновников и грабителей лишились части своего имущества. В Греции каппадокийцы были расселены в основном в Фессалии, Македонии и Западной Фракии; впоследствии часть из них эмигрировала в Западную Европу, Северную Америку и Австралию. В Турции оставшиеся после выселения каппадокийцев дома были заселены выдворенными из Греции мусульманами, а некоторые церкви превращены в мечети. Выселения избежала община греков-каппадокийцев, обосновавшихся в Стамбуле (чьё христианское население не подлежало обмену, согласно конвенции), но и она в основном эвакуировалось в Грецию после Стамбульского погрома 1955 года.

## Язык
Язык греков-каппадокийцев, выделившись из среднегреческого, приобрёл значимо отличительные черты в XI—XII веках, после того как, вследствие турецкого завоевания и демографических изменений, оказался в изоляции от других греческих диалектов Малой Азии. Одними из таких черт стали утрата категории рода, отсутствие влияния романских языков и сильное влияние турецкой грамматики (элементы сингармонизма, агглютинация, порядок слов). С другой стороны, в каппадокийском сохранился ряд архаичных черт, утраченных в большинстве других греческих говоров (древнегреческие притяжательные прилагательные, имперфект, восходящий к ионическому итеративу).
На момент обмена населением на каппадокийском языке говорили в 23 сёлах Турции. Каппадокийский язык был малопонятен носителям греческих диалектов Греции и вскоре после обмена был массово вытеснен новогреческим. В начале XXI века пожилых носителей каппадокийского ещё можно встретить в отдалённой от городов сельской местности Северной Греции.